# Мъже в черно
„Мъже в черно“ (на английски: Men in Black) е американски филм от 1997 година на режисьора Бари Зоненфелд.

## Сюжет
След като правителствена агенция осъществява 1-ви контакт с извънземни през 1961 г., извънземните бежанци живеят тайно на Земята, маскирайки се като хора. Мъжете в черно (MIB<=>Man In Black) е тайна агенция, която контролира тези извънземни, защитава Земята от извънземни заплахи и използва изтриващи паметта неврализатори, за да запази в тайна извънземната дейност. Агентите на „мъже в черно“ изтриват предишните си самоличности, докато пенсионираните агенти се неврализират. След операция за арестуване на извънземен престъпник близо до мексиканската граница от агенти Кей и Ди , последният решава, че е твърде стар за работата си, което кара първия да го неутрализира, за да може да се пенсионира. Междувременно офицерът от Тайната на Ню Йоркската полиция Джеймс Дарел Едуардс III преследва бърз и пъргав извънземен престъпник в човешка маскировка в музея на Соломон Р. Гугенхайм. Впечатлен, агент Кей интервюира Джеймс за срещата му, след което го неврализира и му оставя визитка с адрес. Едуардс отива на адреса и се подлага на поредица от тестове, за които намира нестандартни решения, включително рационално колебание в тест за насочване. Докато останалите кандидати, които са от военна степен, са неврализирани, K предлага на Едуардс позиция в „мъже в черно“ . Едуардс приема и неговата самоличност като данните за цивилния му живот биват изтрити, и той става агент Джей. В щата Ню Йорк извънземно същество, което незаконно пристигнало на Земята се укрива , убива фермер на име Едгар и използва кожата му като маскировка. Зададен да намери устройство, наречено "Галактиката", извънземният Едгар проследява двама извънземни (маскирани като хора), които би трябвало да го притежават. Той ги убива и взема контейнер от тях, но вътре намира само диаманти. След като научава за инцидента, К разследва катастрофата и стига до заключението, че кожата на Едгар е взета от "бъг" - вид агресивни извънземни : хлебаркоподобни . Той и агент Джей се насочват към моргата, за да изследват телата на убитата извънземна хлебарка. Вътре в едно тяло (което се оказва пилотиран робот) те откриват умиращ извънземен Арквилиан, който казва, че „за да предотврати войната, галактиката е на пояса на Орион“. Извънземният, който използва името Розенберг, е бил член на кралското семейство Аркилиан; агент Кей се страхува, че смъртта му може да предизвика война.Франк Мопс който е информатор на „мъже в черно“ обяснява, че изчезналата галактика е масивен енергиен източник, поместен в малко бижу. Агент Джей стига до заключението, че галактиката на пояса на Орион е окачена на котката на Розенберг , която отказва да остави тялото в моргата. Агенти Джей и Кей пристигат точно когато бъгът отнема галактиката и отвлича съдебния лекар, Лоръл Уивър. Междувременно боен кораб "Аркилиан" поставя ултиматум на „мъже в черно“ : върнете галактиката в рамките на "галактическа стандартна седмица", т.е. след час земно време, или ще унищожат Земята. Буболечката пристига в наблюдателните кули на Нюйоркския световен панаир през 1964 г. в Ню Йорк, щатски павилион във Флъшинг Медоус, които прикриват две истински летящи чинии. Веднъж там, Лоръл избягва лапите на буболечките . Той активира една от чинийките и се опитва да напусне Земята, но агент Кей и агент Джей го свалят и корабът се разбива в Юнисфера . Бъгът хвърля кожата на Едгар и поглъща оръжията на агентите Джей и Кей . Агент Кей го провокира, докато и той не бъде погълнат. Буболечката се опитва да избяга на другия кораб, но агент Джей го задържа. Агент Кей издухва буболечката отвътре, след като веднъж е попаднал там е скрил пистолета си в нейния корем . Агенти Джей и Кей възстановяват галактиката, само за да може все още живата горна половина на бъга да се нахвърли върху тях отзад, но Лоръл Уивър ползва пистолета на агент Джей и го убива . В централата на „мъже в черно“ агент Кей казва на агент Джей , че го е обучавал не за партньор в контактите с извънземните, а за свой заместник  . Агент Кей се сбогува с агент Джей, преди агент Джей да го неврализира по негово искане; Агент Кей се връща към цивилния си живот , а Лоръл Уивър под името агент Ел става новият партньор на агент Джей .

## Актьорски състав
| Актьор            | Роля        |
| ----------------- | ----------- |
| Томи Лий Джоунс   | агент Кей   |
| Уил Смит          | агент Джей  |
| Линда Фиорентино  | Лоръл Уивър |
| Винсънт Д'Онофрио | Едгар       |
| Рип Торн          | агент Зед   |
| Тони Шалуб        | Джак Джийбс |

## Награди и номинации
| Награда                              | Категория                            | Номиниран(и)                         | Резултат  |
| ------------------------------------ | ------------------------------------ | ------------------------------------ | --------- |
| Награди на филмовата академия на САЩ | Най-добър грим                       | Най-добър грим                       | награда   |
| Награди на филмовата академия на САЩ | Най-добри декори                     | Най-добри декори                     | номинация |
| Награди на филмовата академия на САЩ | Най-добра филмова музика             | Дани Елфман                          | номинация |
| Награда на БАФТА                     | Най-добри специални визуални ефекти  | Най-добри специални визуални ефекти  | номинация |
| Златен глобус                        | Най-добър филм – мюзикъл или комедия | Най-добър филм – мюзикъл или комедия | номинация |
| Сатурн                               | Най-добър научнофантастичен филм     | Най-добър научнофантастичен филм     | награда   |
| Сатурн                               | Най-добър актьор в поддържаща роля   | Винсънт Д'Онофрио                    | награда   |
| Сатурн                               | Най-добра музика                     | Дани Елфман                          | награда   |
| Сатурн                               | Най-добър грим                       | Най-добър грим                       | номинация |
| Сатурн                               | Най-добри специални ефекти           | Най-добри специални ефекти           | номинация |
| Сатурн                               | Най-добър режисьор                   | Бари Зоненфелд                       | номинация |
| Сатурн                               | Най-добър актьор                     | Уил Смит                             | номинация |
| Сатурн                               | Най-добър сценарий                   | Ед Соломон                           | номинация |
| Награда „Хюго“                       | Най-добро сценично представяне       | Най-добро сценично представяне       | номинация |
| Емпайър                              | Най-добър филм                       | Най-добър филм                       | награда   |

## Дублажи

### bTV(2011)
| Преводач            | Христо Дерменджиев                                                     |
| Режисьор на дублажа | Албена Павлова                                                         |
| Тонрежисьор         | Стефан Македонски                                                      |
| Озвучаващи артисти  | Милена Живкова Петър Върбанов Христо Чешмеджиев Стефан Сърчаджиев-Съра |

### Диема Вижън (2017)
| Преводач            | Ирина Ценкова                                                                             |
| Режисьор на дублажа | Димитър Кръстев                                                                           |
| Тонрежисьор         | Стефан Дучев                                                                              |
| Озвучаващи артисти  | Даниела Йорданова Елисавета Господинова Васил Бинев Георги Георгиев-Гого Здравко Методиев |